# Nelly Montiel
Nelly Tusnelda Iberer (Argentina, c. 1921, o 1928-Iguala, Guerrero, 14 de septiembre de 1951), conocida como Nelly Montiel, o Nelly Edison, fue una actriz argentinomexicana.

## Biografía y carrera

### Primeros años
Con año de nacimiento desconocido que pudo haber sido 1921, o 1928, Nelly Tusnelda Iberer nació en Argentina.

### Incursión actoral
Inició su carrera cinematográfica en su país natal, debutando en 1936 con la película Ayúdame a vivir. Luego de esta, algunas otras cintas argentinas en las que apareció, que en total fueron ocho producciones, incluyeron Muchachos de la ciudad de 1937, y Plegaria gaucha de 1938. Durante su tiempo trabajando en Argentina se le conoció como Nelly Edison.
A mediados de los años cuarenta se trasladaría a México para continuar con su carrera como actriz en el cine de ese país, el cual se encontraba en su apogeo debido a la llamada época de Oro del cine mexicano. A su llegada cambio su nombre artístico al de Nelly Montiel, y tuvo su primera intervención en una cinta mexicana en El secreto de la solterona de 1945. Rápidamente obtuvo el reconocimiento entre el público mexicano un año después gracias a los filmes El socio, y Campeón sin corona, ambos de 1946. 
Algunas de las películas que destacan en su trayectoria por México incluyen Si me han de matar mañana (1947), La barca de oro (1947), Ustedes los ricos (1948), y Calabacitas tiernas (1949),  La rebelión de los fantasmas (1949), Nosotras las taquígrafas (1950), y Retorno al quinto patio (1951).

## Muerte
El 14 de septiembre de 1951, Montiel falleció en un accidente automovilístico que se produjo a las diez de la noche en Iguala, Guerrero, México. De acuerdo a su acta de defunción, había obtenido la nacionalidad mexicana, y también se menciona que su cuerpo fue enterrado en el Panteón Jardín, ubicado en Ciudad de México. Adicionalmente, el documento contradice su edad, pues en el registro oficial se colocó que tenía 23 años, mientras que en una nota aclaratoria con datos proporcionados por una probable conocida de la actriz, se menciona que tenía 30.

## Filmografía

### En Argentina
- Centauros del pasado (1944)
- La canción que tú cantabas (1939)
- El sobretodo de Céspedes (1939)
- Plegaria gaucha (1938)
- Sierra chica (1938)
- Sol de primavera (1937)
- Muchachos de la ciudad (1937)
- Ayúdame a vivir (1936)

### En México
- 1951/II Especialista en señoras
- 1951 Puerto de tentación
- 1951 Retorno al quinto patio
- 1950 Nosotras, las taquígrafas
- 1950 El amor no es ciego
- 1950 Cuando el alba llegue (Fuego en la carne)
- 1950 Mariachis
- 1950 La vida en broma
- 1949 Canta y no llores
- 1949 La panchita
- 1949 La rebelión de los fantasmas
- 1948 Calabacitas tiernas[2]
- 1948 Ustedes los ricos[2]
- 1948 Mi esposa busca novio
- 1948 De pecado en pecado[2]
- 1948 Matrimonio sintético
- 1947 La barca de oro
- 1947 Si me han de matar mañana
- 1946 Se acabaron las mujeres
- 1946 Campeón sin corona[2]
- 1946 El socio
- 1946 Rancho de mis recuerdos[2]
- 1946 El amor las vuelve locas[2]
- 1945 El secreto de la solterona[2]